# Anton Lazzaro Moro

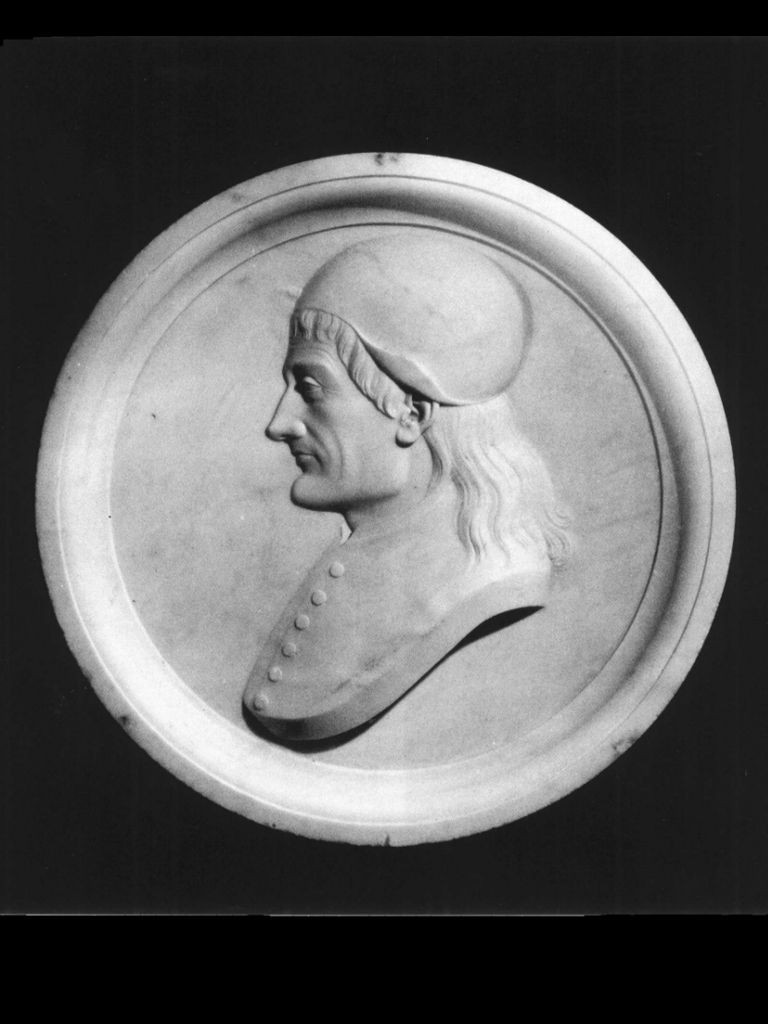
Medaille mit dem Bildnis des Lazzaro Moro; das Werk aus dem Jahr 1847 stammt von Pietro Bearzi und gehört zum Panteon Veneto. Es befindet sich heute im Istituto Veneto di Scienze, Lettere ed Arti.

Anton Lazzaro Moro (* 16. März 1687 in San Vito al Tagliamento; † 3. März 1764 ebenda) war ein italienischer Geistlicher und früher Geologe.

## Leben
Moro kam aus armen Verhältnissen, besuchte das Seminar von Portogruaro und empfing 1710 die Priesterweihe. Danach vertiefte er sich in Studien von Geistes- und Naturwissenschaften und wurde Direktor des Seminars von Feltre, an dem er Philosophie lehrte. Danach eröffnete er eine Privatschule in Portogruaro und anschließend in San Vito al Tagliamento. Nach der Schließung 1758 wurde er Pfarrer in Corbolone.
Moro war ein früher Vertreter des Plutonismus, wobei er sich auf die Bildung neuer Vulkaninseln im Meer wie Nea-Kaimini in Santorin (1707) und des Monte Nuovo vor Neapel (1538) stützte. Die Entstehung der Gesteine, auch der Sedimente, erklärte er durch vulkanistische Hebung aus dem Meer. Das erklärte nach Moro auch das Vorkommen von Fossilien wie denen von Krebsen auf heutigen Bergen.

## Schriften
- Neue Untersuchungen der Veränderung des Erdbodens… Leipzig 1751 (deutsch, das italienische Original erschien 1740: De’ crostacei e degli altri Marini corpi che si truovano su’ monti).